# Partula gibba
Partula gibba ist eine bedrohte Schneckenart der Gattung Partula, die auf den Marianen einschließlich Guam zu finden ist.

## Beschreibung
Das rechts- oder linksgewundene, konisch eiförmige, dünnwandige Schneckenhaus von Partula gibba erreicht eine Länge von 14 bis 18 mm und eine Breite von 10 bis 14 mm. Das Gewinde ist spitz und besteht aus vier bis viereinhalb Umgängen, wobei der Körperumgang vorspringt. Die Schale ist mit spiraligen Streifen und schwachen Wachstumsstreifen versehen. Die weiße oder braune Naht ist leicht angedrückt. Die Gehäusemündung ist länglich eiförmig, näherungsweise viereckig mit umgebogenem, verbreitertem, weißem Gehäuserand. Die Rand der Spindel ist oben etwas erweitert, über den Nabel hinweg. Die Farbe der Gehäuseoberfläche ist sehr variabel von kastanienbraun bis weißlich gelb oder auch purpur.
Die hermaphroditische Schnecke gebiert lebende Junge. Sie ernährt sich von mikroskopischen Pflanzen und Detritus.

## Verbreitung und Gefährdung
Partula gibba ist auf neun Inseln der Marianen heimisch: Guam, Rota, Aguiguan, Tinian, Saipan, Anatahan, Sarigan, Alamagan und Pagan. Wie andere Baumschnecken ist sie auf Laubbäumen zu finden.
In Untersuchungen seit den 1990er Jahren wurde Partula gibba an verschiedenen Orten auf den Inseln Guam, Saipan, Rota, Tinian und Aguiguan, wo sie 1920 bzw. 1949 noch häufig war, nicht mehr gefunden. Als Ursache für den Rückgang werden die Zerstörung des Lebensraums durch Viehwirtschaft u. a. mit Ziegen sowie die Einschleppung räuberischer Schnecken und Plattwürmer genannt. Zur Bekämpfung eingeschleppter Großer Achatschnecken auf Guam wurde 1957 die Rosige Wolfsschnecke (Euglandina rosea) und 1978 die Landplanarie Platydemus manokwari eingeführt, woraufhin die Populationen der Achatschnecken, außerdem jedoch auch der einheimischen Schneckenarten stark zurückgingen. Anders als bei vielen anderen Partula-Arten werden Kolonien von Partula gibba unter anderem auf Guam derzeit noch gefunden, doch ist deren Bestand ohne Schutzmaßnahmen nicht gesichert.